# Grand Prix automobile de Suisse orientale
Le Grand Prix automobile de Suisse orientale est une course automobile disputée 1948 et 1949. Elle se déroulait sur un circuit urbain temporaire dans la ville d'Erlen dans le canton de Thurgovie.

## Palmarès
| Année | Vainqueur               | Voiture  | Circuit | Résultats |
| ----- | ----------------------- | -------- | ------- | --------- |
| 1948  | Emmanuel de Graffenried | Maserati | Erlen   | Résultats |
| 1949  | Emmanuel de Graffenried | Maserati | Erlen   | Résultats |